# 사샤 레인
사샤 레인(Sasha Lane, 1995년 9월 29일 ~ )은 미국의 배우이다. 2016년 영화 《아메리칸 허니: 방황하는 별의 노래》로 데뷔했다.

## 작품 목록

### 영화
- 아메리칸 허니: 방황하는 별의 노래 (2016)
- 카메론 포스트의 잘못된 교육 (2018) - 제인 폰다 역
- 애프터 에브리씽 (2018, After Everything)
- 하트 비트 라우드 (2018)
- 헬보이 (2019) - 앨리스 모나한 역
- 다니엘 이즌 리얼 (2019) - 캐시 역
- 트위스터스 (2024) - 릴리 역

### 텔레비전
- 로키 (2021)